# Departamento de Policía de Gotham City
El Departamento de Policía de Gotham City (DPGC) es un departamento de policía ficticio que aparece en los cómics estadounidenses publicados por DC Comics. Dirigido por el Comisionado Gordon, el DPGC atiende a Gotham City y generalmente se representa en historias que muestran al superhéroe Batman.

## Historia del DPGC
Actuando como aliados y adversarios de Batman, el superhéroe muy establecido en Gotham, el DPGC ha sido llenado de corrupción, con numerosos agentes de tanto alto y bajo rango involucrados en soborno y en delitos aún más graves, como tráfico de drogas y asesinato.
El golpe más fuerte contra la corrupción policial se produjo cuando una cantidad cada vez mayor de cargos de conspiración contra el Comisario Gillian B. Loeb lo obligaron a renunciar de su cargo, sustituido por Peter Grogan. La familia del crimen Falcone, que había tenido un dominio absoluto sobre el submundo de Gotham por generaciones, finalmente se desmoronó cuando una serie de asesinatos sacudieron la estructura de la organización de la mafia. Después de la muerte de Carmine Falcone, la mafia atacó en descuidados crímenes de represalia, lo que, en combinación con la creciente violencia de pandillas, lisió severamente al crimen organizado en Gotham City. Al mismo tiempo, la presencia refluyente de policías corruptos le permitió a James Gordon convertirse en el nuevo comisario, un hombre decidido a erradicar el crimen allí donde existiera.
El DPGC ha tenido una larga relación de amor-odio con el vigilante de la ciudad conocido como Batman. El Comisario Gordon estuvo de parte de él, porque Batman hizo el trabajo. Su sucesor, el Comisario Michael Akins ordenó la detención de Batman e hizo remover la Bati-señal del techo del Gotham Central. La corrupción y la podredumbre en el departamento de policía también se incrementaron durante el mandato de Akins como Comisario.

## Estado actual del DPGC
A partir de One Year Later de DC, James Gordon ha sido reintegrado como Comisario, junto con Harvey Bullock. Harvey regresó a prueba disciplinaria después de ayudar a exponer una red de narcotráfico criminal. La relación con Batman, incluida la Bat-señal, se han establecido una vez más. Otros personajes de Gotham Central han aparecido en la miniserie reciente Tales of the Unexpected, ofreciendo a Crispus Allen como el Espectro. Hasta el momento, el Detective Driver ha aparecido en un papel hablado. No se sabe lo que le ha sucedido al Comisario Akins, pero se da a entender que, tras las revelaciones de corrupción masiva dentro del departamento, se ha producido una drástica limpieza de la casa en el departamento.
Kate Kane se refiere a Akins como Comisario de Policía en la serie semanal 52, que revela los eventos del año que falta. Un número posterior, sin embargo, mostró una breve instantánea de la fiesta de bienvenida del Comisario Gordon. Las circunstancias de la partida de Akins y el restablecimiento de Gordon aún no se han explicado. Maggie Sawyer sigue siendo la comandante del departamento de la UCM, y ha terminado su relación con su examante Toby Raines.[cita requerida]

## Divisiones del DPGC
- División de Homicidios

La división que maneja asesinatos y algunos de los crímenes más graves no metahumanos en Gotham. Esta es la división en la que Gordon era parte antes de ser comisario. El exinvestigador privado Jason Bard ahora está trabajando en los casos de homicidio para esta división.
- Unidad de Crímenes Mayores

Dirigida por la Capt. Maggie Sawyer, quien anteriormente se desempeñó en Metrópolis en una posición similar con la policía de esa ciudad, la UCM se ocupa de los delitos más graves, a menudo con supervillanos o casos políticamente sensibles. Esta división es el foco de la serie de cómics Gotham Central.
- Equipo de Respuesta Rápida

Liderados por el Tte. Gerard "Jerry" Hennelly, el ERR es la unidad SWAT del DPGC.

## Plantilla actual
- James Gordon - Comisario de Policía.

- Gerard "Jerry" Hennelly - El teniente y jefe del Equipo de Respuesta Rápida.

- Mackenzie "Hardback" Bock - Jefe de la Policía y el exjefe de OCCO (Oficina de Control del Crimen Organizado).

- Detective Nicholas "St. Nick" Gage-  El nuevo recluta del DP de Gotham que acaba de transferirse desde el Departamento de Policía de Ciudad Costera y un personaje de apoyo para Batgirl VI.

- Nora Fields - Supervisora, Oficina del forense. Viuda de Charlie Fields.

- Donald Peak - Oficial, exsocio de Andy Kelly.

- Rebecca Mulcahey - Oficial corrupto, amante de Jim Corrigan.

- Stacy - Secretaria Administrativa del Comisario Gordon, empleada civil.

- Oficial Xue - Oficial.

- Teniente Bilbao - Teniente.

Unidad de Crímenes Mayores:
- Margaret "Maggie" Sawyer - Capitana y jefe de la Unidad de Crímenes Mayores, comandante del primer turno (diurno).

- David Cornwell - Teniente, comandante de la Unidad de Crímenes Mayores del segundo turno (nocturno), sucesor del difunto teniente Probson.

- Josh Azeveda - Detective, Unidad de Crímenes Mayores. Se asoció con Trey Hartley.

- Joely "Joe" Bartlett - Detective, Unidad de Crímenes Mayores. Se asoció con Vincent Del Arrazzio.

- Harvey Bullock - Detective, Unidad de Crímenes Mayores. Restaurado a su deber bajo controles estrictos.

- Thomas "Tommy" Burke - Detective, Unidad de Crímenes Mayores. Se asoció con Dagmar Procjnow.

- Romy Chandler - Detective, Unidad de Crímenes Mayores. Se asoció con Takahata.

- Eric Cohen - Detective, Unidad de Crímenes Mayores. Se asoció con Andi Kasinsky.

- Nelson Crowe - Detective, Unidad de Crímenes Mayores. Se asoció con Jackson Davies.

- Jackson "Sarge" Davies - Detective Sargento, Unidad de Crímenes Mayores. Se asoció con Nelson Crowe.

- Vincent Del Arrazzio - Detective Sargento, Unidad de Crímenes Mayores. Se asoció con Joely Bartlett. Asociado de la Cazadora.

- Marcus Driver - Detective, Unidad de Crímenes Mayores. Se asoció con Josephine MacDonald.

- Trey Hartley - Detective, Unidad de Crímenes Mayores. Se asoció con Josh Azeveda.

- Andi Kasinsky - Detective, Unidad de Crímenes Mayores. Se asoció con Eric Cohen.

- Josephine "Josie Mac" MacDonald - Detective, Unidad de Crímenes Mayores. Se asoció con Marcus Driver. Posee la habilidad psíquica de encontrar personas y objetos perdidos.

- Dagmar "Dag" Procjnow - Detective, Unidad de Crímenes Mayores. Se asoció con Thomas Burke.

- Detective Takahata - Detective, Unidad de Crímenes Mayores. Se asoció con Romy Chandler.

- Roman Cavallo - Detective corrupto. Se asoció con Marcus Wise.

- Marcus Wise - Detective corrupto. Se asoció con Roman Cavallo.

## Antiguos miembros
Nota: Los siguientes son fallecidos o han sido expulsados del Departamento de Policía de Gotham City.
- Michael Akins - Sucedió a Gordon como comisario, dejó el DPGC durante la brecha de un año bajo circunstancias desconocidas.

- Crispus Allen - Detective, Unidad de Crímenes Mayores. Se asoció con Renee Montoya. Asesinado por Jim Corrigan, ahora el Espectro.

- Jim Corrigan - ISC corrupto, mató a Crispus Allen. Asesinado por el hijo de Allen.

- Roger DeCarlo - Oficial corrupto. Asesinado por Hiedra Venenosa después de asesinar accidentalmente a uno de sus huérfanos y tratar de encubrirlo.

- Max Eckhart - Teniente detective corrupto presentado en Batman de 1989, como un sustituto de Bullock. Asesinado por Jack Napier poco antes de su transformación en el Joker.

- Sarah Essen Gordon - Comandante de la Unidad de Crímenes Mayores, esposa del Comisario Gordon. Asesinada por el Joker durante No Man's Land.

- Charlie Fields - Detective, Unidad de Crímenes Mayores. Se asoció con Marcus Driver. Asesinado por el Sr. Frío.

- Arnold Flass - Compañero corrupto de Gordon, detective, despedido. Asesinado por el Ahorcado.

- Hugh Foley - Se opuso a Jim Gordon, asesinado por Billy Pettit durante No Man's Land.

- Jack Grogan - Comisario corrupto después de Loeb y antes de Gordon, rechazado.

- Andy Howe - Brevemente se desempeñó como Comisario de Policía después de que el Alcalde Krol despidió a Gordon.

- Andrew "Andy" Kelly - Oficial, se asoció con Don Peak. Transformado en un monstruo por el Doctor Alquimia y asesinado en defensa propia por Peak.

- David King - Capitán de la Policía, ex aliado de Gordon, asesinado durante Año Tres.

- Stan Kitch - Exteniente, ahora un abogado de defensa.

- Gillian B. Loeb - Comisario corrupto en Año Uno, despedido y más tarde asesinado por el Ahorcado. En El caballero oscuro de Christopher Nolan, Loeb era un policía legítimo que fue asesinado por el Joker cuando se puso veneno en su bebida.

- Kelvin Mao - oficial, Unidad Táctica. Se convirtió en el héroe conocido como Balística, asesinado por Superboy-Prime.

- Stan Merkel - Comandante de Vigilancia/Patrullero, amigo de Gordon. Asesinado por el Ahorcado durante Batman: Dark Victory.

- Renee Montoya - Detective, Unidad de Crímenes Mayores. Se asoció con Crispus Allen. Renunció después de la muerte de Allen, ahora la Pregunta.

- Timothy Munroe - Oficial corrupto. Asesinado por Hiedra Venenosa después de asesinar accidentalmente a uno de sus huérfanos y tratar de encubrirlo.

- Miles O'Hara - Jefe de la policía en la época en que Gordon inicialmente se acababa de convertir en Comisario. Primera víctima del Ahorcado en el inicio de Batman: Dark Victory.

- Nate Patton - Detective, Unidad de Crímenes Mayores. Se asoció con Romy Chandler. Asesinado por el Joker.

- Billy Pettit - Jefe del equipo SWAT, se volvió loco. En No Man's Land él y otros oficiales se separó de Jim Gordon quien consideró sus acciones como muy suaves. Pettit después mató a un oficial de policía compañero por una traición imaginada. Poco después fue engañado y asesinado por el Joker.

- Ronald Probson - Comandante de la Unidad de Crímenes Mayores, asesinado por el Joker.

- Jordan Rich - Oficial corrupto, le disparó a Jim Gordon. Asesinado indirectamente por Harvey Bullock en represalia.

- Raymond Wills - Detective, División de Asuntos Internos. Fue tomado como rehén por los hombres del Joker. Renunció después de su rescate.

- Jamie Harper - Especialista Detective. Asociada de Robin III, sobrina nieta de James Harper,[1] sale con Jason Bard. Ha sido trasladada desde entonces a las Ciencias Policiales de Metrópolis.

## Comisarios
- Comisario Gillian B. Loeb — El comisario corrupto de la policía durante el primer año de operación de Batman en Gotham. En El caballero oscuro de Christopher Nolan, Loeb era un policía legítimo que fue asesinado por el Joker cuando se puso veneno en su bebida.

- Comisario Jack Grogan - él era Comisario después de Loeb y antes de Gordon. Fue mencionado en la última página de Batman: Año Uno de Miller y tiene una aparición de un panel en el Catwoman Año Uno Anual y también en Batman: The Man Who Laughs y Batman and the Monster Men #1.

- Comisario McKeever — Es mencionado en Batman: The Black Mirror, (Detective Comics #875; mayo de 2011). En este tiempo James Gordon sigue siendo Teniente.

- Comisario James Gordon — Sustituyó a Grogan y ha trabajado con Batman para tratar de limpiar el departamento de policía de Gotham. Cuando se retiró, le entregó el DPGC a Michael Akins, sólo para retomar el trabajo unos años más tarde. El padre de Barbara Gordon, la Batgirl original y después Oráculo.

- Comisario Vane- Ex Inspector en Jefe, sólo sirvió como Comisario brevemente cuando Gordon fue relegado a patrullero en Detective Comics #121.  Durante su breve mandato, supervisó los experimentos del Dr. Hurt.

- Comisario Peter Pauling — Otro comisario corrupto, designado por el alcalde Hamilton Hill. Al igual que Hill, él trabajaba para Rupert Thorne. Pauling emitió una orden de tirar a matar para cualquier agente de policía que viera a Batman, y trató secretamente de matar a Gordon, que trabajaba como detective privado. Pauling finalmente murió a manos de Thorne y un desesperado Alcalde Hill reinstaló al Comisario Gordon. Pauling no pudo haber existido en el universo de DC Post-Crisis.

- Comisario Sarah Essen Gordon — La esposa de James Gordon, nombrada comisario por el alcalde Krol, mientras que su marido fue relegado. Esto pone una gran tensión en su relación con su marido y se separaron por un tiempo. A pesar de que anteriormente había sido una crítica de Batman, ella estuvo de acuerdo con las instrucciones del Alcalde Krol de que le use. El alcalde Krol la despidió después de que perdió su reelección contra Marion Grange, reemplazándola con Andy Howe.

- Comisario Andy Howe — Un abogado que se desempeñó brevemente como comisario en la Alcaldía saliente de Armand Krol. (Detective Comics #693, enero de 1996) Cuando el virus de "Clench" fue liberado en Gotham y la ciudad cayó en la anarquía, la mayoría de los policías ignoraron a Howe y tomaron órdenes de James Gordon, en ese momento un ciudadano privado. Howe perdió su trabajo cuando Marion Grange se convirtió en alcalde e inmediatamente reinstaló a James Gordon. (Robin #28, abril de 1996)

- Comisario Michael Akins — Se hizo cargo de James Gordon. Después de los eventos de la historia War Games, Akins declaró que todas las acciones vigilantes ahora eran ilegales, y emitió una orden de tirar a matar a cualquiera que vea a Batman o a sus asociados. Dejó el cargo en circunstancias no especificadas.

- Comisario Ellen Yindel - Sustituye a Gordon en la no canon Batman: The Dark Knight Returns. En la secuela, Batman: The Dark Knight Strikes Again, ella renuncia.

- Comisario Tolliver - Comisario de Policía en el alterno de 1889 Gotham by Gaslight. Es alcalde cuando surge primero Batman y derrota a Jack el Destripador. Reclamando la victoria como propia, Tolliver es elegido entonces alcalde en la secuela, Master of the Future.

## FBI de Gotham City
La unidad de la Oficina Federal de Investigaciones de Gotham City también aparece en la ficticia Gotham City. El FBI de Gotham City conduce vehículos negros con luces rojas de emergencia.

## En otros medios

### Televisión
El resto de representaciones de Batman han retratado el Departamento de Policía de Gotham City de una forma u otra. Las series de 1940 de Batman tienen al actor Lyle Talbot en el papel del Comisario Gordon en cada uno. Ningún otro miembro de la fuerza se muestra. Sin embargo, su apariencia de Gordon con un bigote plumero fue posteriormente adaptada al cómic.

#### Acción en vivo
- La camp de 1960 Batman contaba con Neil Hamilton como Gordon y Stafford Repp como el Jefe O'Hara. Ambos son representados como dependientes de Batman y Robin para ayudar a resolver los casos. Gordon aún mantiene un vínculo a la Batcueva llamado "el Bat-teléfono" en su escritorio. En los primeros episodios se da a entender que sólo los llaman por los llamados "archi-criminales", como la policía puede manejar lo más mundano (asesinato, robo, incendio, etc.). Pero a medida que progresó el programa ellos se hicieron aún más dependientes de ellos para resolver problemas. Esto se muestra mucho más en un episodio, cuando Batman parece haber desaparecido, Gordon se lamenta de que la policía tendrá que resolver un caso "nosotros mismos."

#### Animación
- En la aclamada serie televisiva, Batman: la serie animada, los personajes del DPGC reciben más atención, como en "P.O.V", donde los personajes principales de la fuerza de la serie participan en un interrogatorio detallado de un incidente. Una de las contribuciones más importantes de la serie animada en el universo de Batman es la introducción de Renee Montoya (primero como una agente uniformada, luego una detective), que posteriormente se convertiría en un personaje de primer grado en los cómics DPGC. En el impreso Universo DC, su presencia se incorporó tan sólidamente que después se retiró del Departamento para asumir la identidad de la Pregunta.
- En esta serie animada, la hija de James Gordon, Barbara Gordon (ex Batgirl en Batman: la serie animada) es la nueva Comisario.
- En la serie animada The Batman, el enfoque del DPGC en las dos primeras temporadas está en los Detectives Ellen Yin y Ethan Bennett (antes de su transformación de Cara de Barro). La corrupción en la fuerza se atribuye al Jefe Ángel Rojas, quien apareció a menudo en esas temporadas. Sin embargo, en el final de la temporada 2, Jim Gordon, recientemente nombrado Comisario, suspende la cacería humana y forma una alianza con Batman para ayudar a mantener a Gotham a salvo para su hija, Barbara. Ni Rojas ni Yin han sido vistos desde entonces, aunque un episodio que tiene lugar en el futuro implica que en algún momento hasta entonces, Yin reemplazará a Gordon como Comisario y Bennet se convierte en Jefe de la Policía.

### Película

#### Acción en vivo

##### Películas de acción en vivo de 1989-1997
Todas las series de Tim Burton/Joel Schumacher parecía dar poca representación del DPGC en absoluto. En Batman, Gordon es interpretado por Pat Hingle, mientras que el por lo general corrupto Harvey Bullock es reemplazado con el Tte. Max Eckhart de William Hootkins (quien es asesinado por Jack Napier antes de su transformación accidental). Hingle también apareció en Batman Returns, Batman Forever, y Batman & Robin.

##### Trilogía de The Dark Knight
- En el reboot de la franquicia cinematográfica Batman, Batman Begins, el DPGC desempeña un papel fundamental en todo el curso de la película, como una de las principales fuerzas que antagonizan contra Batman. Aunque James "Jim" Gordon (interpretado por Gary Oldman), luego sargento, recibe un papel más importante que en las adaptaciones anteriores, otros miembros del DPGC también están presentes. Mark Boone Junior hace del compañero de Gordon, el Detective Flass, un oficial corrupto que trata extensamente con la mafia local; mientras que Colin McFarlane aparece como el Comisario Loeb firmemente opuesto a los vigilantes. Si bien la aparición de Gordon se asemeja a cómo fue retratado en Batman: año uno y The Long Halloween, Flass y Loeb se parecen a los personajes de Harvey Bullock y Michael Akins de los cómics. Además, si bien Flass es retratado como corrupto, un hecho consistente con los cómics, Loeb, aunque claramente disgustado con la llegada de Batman, no parece tener ninguna tendencia corrupta evidente en el material de origen. Considerando que la película capta las primeras apariciones de Batman, hay mucho miedo y escepticismo entre las filas del DP sobre si Batman existe y si es incluso humano. Gordon, que había conocido a Batman antes de que adoptase el motivo de Batman, no sólo da cuenta de que es humano, reconoce la necesidad de sus acciones. Gordon sigue trabajando con él a través de sus primeras semanas de operación. Batman, que confía en Gordon, un buen policía que conoció durante su infancia después del asesinato de sus padres, lo incluye en su plan para salvar a Gotham del ataque de la toxina del miedo de la Liga de las Sombras en los Narrows. Al final de la película, las acciones de Batman han provocado un cambio en la ciudad y su departamento de policía, lo que lleva a que Gordon sea promovido a Teniente.
- En The Dark Knight, el DPGC juega un papel aún más importante que en Batman Begins después de que el teniente James Gordon es asignado como comandante de la Unidad de Crímenes Mayores (UCM), una nueva división del DPGC. Tres detectives de esta unidad son presentados; Gerard Stephens (interpretado por Keith Szarabajka), Michael Wuertz (interpretado por Ron Dean) y Anna Ramírez (interpretada por Monique Curnen), entre otros. Basado en el material de comentarios incluido en Batman: Gotham Knight, es posible que Ramírez fue inspirada vagamente por Renee Montoya. Las relaciones entre la Oficina del Fiscal de Distrito de Gotham y el Departamento de Policía siguen siendo tensas en la mayor parte de la película, con corrupción en el Departamento de Policía, e incluso dentro de la unidad de Gordon, que es una fuente clave de este conflicto en The Dark Knight. En la escena en la azotea encima del UCM, se demuestra que Dent sospecha que Ramírez y Wuertz son corruptos (basado en sus investigaciones mientras trabajaba en Asuntos Internos, inmediatamente antes de su elección como fiscal de distrito). De acuerdo con la campaña de marketing viral para la película, Harvey Dent había encabezado una iniciativa a través de su oficina para liberar al departamento de policía de la corrupción. En respuesta al "ataque" de Dent sobre el departamento de policía (referenciado en los extras "Gotham Tonight" encontrado en la edición especial de dos discos de The Dark Knight) y las acciones de la Liga de las Sombras de la primera película, el Comisario Loeb estableció la Unidad de Crímenes Mayores en el DP de Gotham para contrarrestar los posibles ataques terroristas, así como librar a la ciudad del crimen organizado. Por lo menos en las Unidad de Crímenes Mayores, la aceptación de Batman, aunque a regañadientes, va en aumento. Al principio de la película, Ramírez despeja las bóvedas de los bancos de sus oficiales para que Gordon y Batman puedan llevar a cabo una investigación privada. Mientras que la posición oficial del DP es capturar al vigilante conocido como Batman, Ramírez en broma le pregunta a Wuertz, que es parte de la investigación oficial, sobre el progreso del caso, en medio de un fondo de fotos publicadas de Elvis, Abe Lincoln y Bigfoot en el muro de sospechosos para Batman. Por otra parte, los miembros de la UCM están presentes cuando Batman interroga al Joker más tarde en la película. Cuando el Comisario Loeb es asesinado por el Joker, Gordon finge su propia muerte durante un intento de asesinato contra el alcalde durante el funeral de Loeb para tratar de conseguir que el Joker baje la guardia. El Joker planea matar a Harvey Dent, pero Gordon, con ayuda de Batman, le intercepta y lo arresta. Dent, aliviado de que su vida se ha salvado, expresa su agradecimiento por la Policía de Gotham. El plan de Gordon para capturar al Joker parece tener éxito, lo que lleva a la promoción de Gordon a Comisario de Policía por el alcalde García (quien fue elegido recientemente en una campaña de cambio, similar a la de Dent). Durante el interrogatorio de Batman al Joker, se revela la ubicación de Rachel Dawes y Harvey Dent, que han sido secuestrados ambos inmediatamente después del atentado del Joker contra la vida de Dent había sido frustrado. Mientras Batman salva con éxito la vida de Dent, Gordon y la policía no llegan a Rachel a tiempo. Esto provoca que un Dent gravemente herido proyectase su ira vehemente hacia el DPG, culpando a su corrupción de la muerte de Rachel. Mientras tanto, el mal genio del detective Stephen le había llevado a empezar una pelea con el Joker en la celda de detención; el Joker somete a Stephens y lo utiliza como rehén para escapar de la comisaría (aunque Stephens sobrevive al calvario y continúa sirviendo como un miembro confiable de la escuadra de Gordon al final de la película). Hacia el final de la película, se revela que fueron Wuertz y Ramírez quienes ayudaron al Joker a secuestrar a Rachel Dawes y Harvey Dent. Wuertz no muestra remordimientos. pero Ramírez está devastada y muy arrepentida por el conocimiento de que sus acciones causaron la muerte de Dawes. Se revela que había tomado dinero de sobornos para pagar los gastos de hospitalización de su madre (como se anunció al principio de la película cuando ella responde a la pregunta de Gordon por la salud de su madre con "Ya la han visto en el hospital). Dent, como "Dos Caras ", se enfrenta a ambos oficiales y determina su destino con una cara o cruz a punta de pistola. Wuertz es asesinado cuando su tirón de moneda aterriza en el lado marcado;por otro lado, la vida de Ramírez se salvó porque su tirón de moneda aterrizó en el lado sin marcar. En su lugar, Dent la dejó inconsciente con su arma. Queda por ver si Gordon o el DPGC ha aprendido acerca de su participación con la familia criminal Falcone (dirigida por Sal Maroni). Al final de la película (después de que Batman ha derrotado al Joker), Dent tiene a la familia de Gordon a punta de pistola y trata de determinar sus destinos individuales al lanzar su moneda. Para salvar al hijo de Gordon, Batman carga contra Dent y ambos terminan cayendo del edificio. Dent muere a causa de la caída. Gordon se dirige hacia abajo para ver a Batman; Batman, mientras sigue herido por la bala y la caída, convence a Gordon para que le culpe de la muerte de las víctimas de Dent para que todo el bien que Harvey hizo siga en pie. Al final de la película, el DPGC comienza su persecución de Batman.
- En The Dark Knight Rises, el DPGC ha logrado erradicar el crimen organizado de la ciudad bajo "la Ley de Dent," ya que la mayoría permanecen ajenos a los crímenes de Harvey Dent como Dos Caras. El Comisario James Gordon permanece en culpa por dejar que Batman cargue con la culpa de Dent, y espera la oportunidad de admitir la verdad a la ciudad. Un joven agente, Robin John Blake (interpretado por Joseph Gordon-Levitt), se entera de la verdad, y también dedujo la identidad de Batman, con el tiempo se convierte en un amigo y aliado de Gordon y Batman, además de servir como su enlace. Blake es también más tarde promovido como un detective de la UCM después de que Gordon ve su inteligencia y dedicación, lo que le permite informar directamente al Comisario. El suplente de Gordon el Comisario Peter Foley (interpretado por Matthew Modine), aunque no es corrupto, sin embargo, es arrogante y buscaría la gloria al tratar de capturar a Batman. Cuando Batman aparece por primera vez en 8 años, le ordena a todo el DPGC que lo persiga. El villano Bane y la Liga de las Sombras, atacan a los agentes de policía de Gotham, atrapando a la mayoría bajo tierra durante meses hasta que son liberados por Batman y sus aliados. Bane descubre también la verdad de las circunstancias detrás de la muerte de Harvey Dent, y las revela al DPGC y al resto de la ciudad, poniendo fin a la cacería humana contra Batman. Sin embargo, esto también hace que todos los delincuentes que fueron detenidos bajo la Ley Dent sean libres y causen estragos en toda Gotham, para gran malestar de la policía y los ciudadanos. Con el tiempo, el departamento de policía es fundamental en la derrota de la Liga de las Sombras, aunque Foley y muchos oficiales murieron en acción (Casi todos fueron asesinados por Talia en un contexto incluyendo lo que quedaba de la unidad SWAT de Gotham cuando ella se dirigió a la bomba después de haber sido desactivada; en las escenas finales se muestra que el resto en cantidad son menos de una docena vigilando a los mercenarios y delincuentes.) El DPGC, con la ayuda de Batman y sus aliados, han capturado con éxito a los miembros de la Liga de las Sombras y los criminales de Gotham restaurando el orden a la ciudad. Blake renuncia al departamento de policía después de la aparente muerte de Batman, disgustado por cómo varios agentes externos le impidieron llevar un autobús lleno de niños a un lugar seguro al intentar cumplir con las 'reglas' de Bane, y después de recibir una serie de coordenadas dejadas por el Caballero Oscuro, el joven detective descubre la Batcueva debajo de la Mansión Wayne.

##### DC Extended Universe
El DPGC aparece brevemente en el corte extendido de Batman v Superman: Dawn of Justice (2016) y reaparece una vez más para Suicide Squad (2016), Justice League (2017), Birds of Prey (2020) y Zack Snyder's Justice League (2021).

#### Animación
- Gordon, Ramírez y Crispus Allen todos aparecen en tres de los cortos en Batman: Gotham Knight, que cierra la brecha entre Batman Begins y The Dark Knight; Crossfire, In Darkness Dwells, y Deadshot. Gordon tuvo la voz de Jim Meskimen, Ramírez tuvo la voz de Ana Ortiz, y Allen tuvo la voz de Gary Dourdan.

## Agentes alternos de la ley
- Batman (programa de los 1960)

- Jefe O'Hara, interpretado por Stafford Repp.

- Batman (película de 1989)

- Teniente Max Eckhardt, interpretado por William Hootkins. Un policía corrupto repitiendo algunos de los aspectos Pre-Crisis de Harvey Bullock.

- Birds of Prey (serie televisiva de 2002–2003)

- Detective Jesse Reese - Fue interpretado por Shemar Moore. Es un policía honesto en la Nueva Gotham que aprende de las Birds of Prey y comienza a ayudarlas. Más tarde, entra en relación con Cazadora. Más tarde se reveló que el nombre de nacimiento de Reese era Jesse Hawke, hijo del jefe del crimen Al Hawke, quien se convirtió en un oficial de policía para expiar los pecados de su familia. Esta versión del DPGC tiene un problema de corrupción (aunque no está claro qué tan grave ya que algunos otros oficiales honestos tienen cameos) y parece que ya no tienen a Jim Gordon al frente.

- Batman: el misterio de Batimujer (película animada directa a vídeo de 2003)

- Detective Sonia Alcana - La actriz Elisa Gabrielli ofrece su voz en la película; ella es la pareja de Harvey Bullock en la película. Mientras que investigan la identidad de la nueva vigilante Batwoman, Alcana es una de los sospechosos de Batman. Batman rescató a Alcana una vez de un incendio provocado por los hombres de Rupert Thorne nueve años antes de la película.

- The Batman (serie televisiva de 2004–2008)

- Chief Angel Rojas — Edward James Olmos y Jesse Corti brinda su voz para este programa. Para el Jefe Rojas, Batman es nada menos que un ojo negro para la fuerza policial. Creyendo que no hay lugar para la justicia por mano propia en Gotham, Rojas ha hecho que capturar al Caballero Oscuro es una prioridad.
- Detective Ellen Yin — Ming-Na ofrece su voz en este programa. Dado su nombre y los sucesos del episodio, "Artifacts", ella podría ser una adaptación libre de Ellen Yindel de Batman: The Dark Knight Returns.
- Detective Ethan Bennett — Él es un amigo de la infancia de Bruce Wayne. Debido a una sustancia química creada por el Joker, él se convierte en el primer Cara de Barro de esta serie. Steve Harris ofrece su voz.
- Detective Cash Tankinson - Él es un detective torpe que era compañero de Yin para el episodio "JTV" y regresó en el episodio "Cash for Toys", como guardia personal de Bruce Wayne, con la voz de Patrick Warburton.

- The Dark Knight (película de 2008)

- Detective Anna Ramírez - interpretada por Monique Curnen, ella es una policía corrupta, aunque sólo cedió ante las demandas de la mafia para pagar las facturas del hospital de su madre enferma, más que por motivos más egoístas-, involucrada en la cicatrización de Harvey Dent y la muerte de Rachel Dawes por el Joker. Ella también apareció en Batman: Gotham Knight, con la voz de Ana Ortiz.  El comentario sobre el DVD de Batman: Gotham Knight, indica que podría estar vagamente inspirada por Renee Montoya. Ella recibió una herida en la cabeza de Dent después de que él le rompió la cabeza con la parte inferior de su arma, y luego se infiere por Gordon que no sobrevivió a su trauma, aunque no podría haber recuperado la conciencia aún.
- Detective Wuertz - interpretado por Ron Dean, él es un policía corrupto involucrado en la cicatrización de Harvey Dent y la muerte de Rachel Dawes por el Joker. Más tarde fue asesinado por Dent como una de sus primeras acciones como Dos Caras, Dent se enfrentar a él en un bar y decide su destino en una cara o cruz.
- Detective Stephens - interpretado por Keith Szarabajka, él es un detective de la policía honesto, si no está aversado a la brutalidad policial. Ayudó a Gordon cuando fingió su propia muerte, y más tarde es visto vigilando al Joker en una sala de interrogatorios, informando al Joker que ha sido un policía lo suficiente como para distinguir entre tipos que cometen delitos al azar y los animales enfermos, como el Joker, que lo disfrutan.

- The Dark Knight Rises (película de 2012)

- Comisario Suplente Peter Foley - interpretado por Matthew Modine, segundo al mando del departamento y amigo de Gordon. Foley se muestra como muy ambicioso y en un principio no creyó las afirmaciones de un Gordon herido de que había un ejército siendo creado bajo Gotham. Está ansioso por capturar a Batman, algo que cree que Gordon nunca fue capaz de hacer, incluso cuando Bane es el objetivo más inmediato y evidente. Es uno de los pocos oficiales que no se encuentran atrapados bajo tierra después de que Bane provocó múltiples explosiones en toda Gotham. Aunque en un principio ayuda a Gordon y otros miembros de la resistencia, Foley después se negó a participar en la ofensiva final contra las fuerzas de Bane, temiendo por su propia seguridad. Sin embargo, al final cedió y se unió a la revuelta entre los policías y el ejército de Bane. Foley fue asesinado durante la batalla, muerto a tiros por un Tumbler utilizado por la banda de Bane.
- Oficial/Detective John Blake - interpretado por Joseph Gordon-Levitt, policía de ritmo serio que fue promovido por James Gordon después de ser atacado por las fuerzas de Bane. Originalmente, un huérfano, había deducido la verdadera identidad de Batman como Bruce Wayne y le ofreció su amistad antes del ataque a Gotham. Después de que Batman "se sacrifica" para destruir una bomba de neutrones, John Blake (cuyo nombre real es Robin), es visto que entrando en la Batcueva.
- Oficial Ross - interpretado por Reggie Lee, Compañero de patrulla de Blake que es atrapado bajo tierra después de la explosión en las alcantarillas, y se comunica con Blake durante la revolución por notas que se pasan. Él es asesinado a tiros por uno de los mercenarios de la Liga de las Sombras al intentar escapar de las alcantarillas a través de una boca de inspección.